# Mickey Gilley
Mickey Leroy Gilley, född 9 mars 1936 i Natchez, Mississippi, död 7 maj 2022 i Branson, Missouri, var en amerikansk countrymusiker (pianist) och låtskrivare. Han var kusin till Jerry Lee Lewis, Linda Gail Lewis och Jimmy Swaggart. Gilley spelade sig själv i filmen Urban Cowboy 1980. Gilley har en stjärna på Hollywood Walk of Fame.

## Diskografi
- 1964 – Lonely Wine (Astro)
- 1967 – Down The Line (Paula)
- 1974 – Room Full Of Roses (Playboy)
- 1974 – City Lights (Playboy)
- 1975 – Mickey's Movin' On (Playboy)
- 1975 – Overnight Sensation (Playboy)
- 1975 – Wild Side Of Life (Pickhill)
- 1976 – Gilley's Smokin'  (Playboy)
- 1977 – First Class (Epic)
- 1978 – Flyin' High (Epic)
- 1978 – The Songs We Made Love To (Epic)
- 1979 – Mickey Gilley (Epic)
- 1980 – That's All That Matters To Me (Epic)
- 1980 – Encore (Epic)
- 1981 – You Don't Know Me (Epic)
- 1981 – Christmas At Gilley's (Epic)
- 1982 – Put Your Dreams Away (Epic)
- 1983 – Fool For Your Love (Epic)
- 1983 – You've Really Got A Hold On Me (Epic)
- 1984 – It Takes Believers (Epic)
- 1984 – Too Good To Stop Now (Epic)
- 1985 – I Feel Good (About Lovin' You) (Epic)
- 1985 – Live At Gilley's (Epic)
- 1986 – I Love Country (Epic)
- 1986 – One And Only (Epic)
- 1987 – Back To Basics (Epic)